# Chick Donohue
John "Chickie" Donohue (1941) amerikai volt tengerészgyalogos, kereskedelmi tengerész és szakszervezeti tag. Leginkább az 1968-as vietnámi útjáról ismert, amikor a vietnámi háború csúcspontján sört vitt több amerikai katonának.

## A kezdetek
A New York állambeli Inwoodban született, amely felső Manhattanban található. Donohue 1958 és 1964 között az Egyesült Államok tengerészgyalogságánál szolgált a Fülöp-szigeteken és Japánban.

## Vietnami sörjárat
1967 novemberében, a háborúellenes tüntetések és a Doc Fiddler’s nevű helyi bárban dolgozó csapos, George Lynch hatására (a bár ma „Tubby Hook Tavern” néven ismert), Donohue négy hónapos útra indult, hogy sört vigyen azoknak a férfiaknak, akik a szomszédságából származtak és Vietnámban szolgáltak.
Munkát szerzett egy kereskedelmi hajón, amely lőszert szállított New Yorkból Qui Nhonba, Vietnámba. 1968. január 19-én érkezett meg, és az első sört Tom Collinsnak, a 127. Katonai Rendőrtársaság tagjának és gyerekkori barátjának adta át.
Ezután az A Shau-völgybe utazott, ahol két másik inwoodi származású katonának, Kevin McLoone-nak és Rick Duggannek vitt sört, valamint rövid ideig részt vett a Khe Sanh-i csatában. Másnap Saigonba ment, ahol utolsó sörét Bobby Pappasnak, a hadsereg kommunikációs szakemberének adta.
Mivel lekéste kereskedelmi hajója visszaútját, várnia kellett egy ideig, amíg az Egyesült Államok konzulátusán útlevelet és vízumot kapott. Távozásának napján megkezdődött a Tet-offenzíva, így az országban rekedt.
Végül olajozóként sikerült felszállnia egy New Yorkba tartó kereskedelmi hajóra, amellyel 1968. április 1-jén érkezett haza.

## Későbbi élet
1970-ben Donohue megvásárolta a Doc Fiddler’s kocsmát, és több évig vezette. Később szakszervezeti tagként tevékenykedett.

## A médiában
Donohue-t Zac Efron alakítja a Minden idők legelképesztőbb sörfuvarja (2022) című életrajzi akció-vígjátékban, amelyet Peter Farrelly rendezett.

## Fordítás
Ez a szócikk részben vagy egészben  a   Chick Donohue című angol Wikipédia-szócikk ezen változatának fordításán alapul.  Az eredeti cikk szerkesztőit annak laptörténete sorolja fel. Ez a jelzés csupán a megfogalmazás eredetét és a szerzői jogokat jelzi, nem szolgál a cikkben szereplő információk forrásmegjelöléseként.